# Ешлі Гроссман
Ешлі Гроссман (англ. Ashley Grossman, 27 травня 1993) — американська ватерполістка. Грала в складі збірної США на юнацькому та дорослому рівнях. Чемпіонка Панамериканських ігор 2015.